# Українська інтелігенція на Соловках
«Украї́нська інтеліге́нція на Соловка́х»  — книжка українського історика і громадського діяча української діаспори С. О. Підгайного. Вперше видана 1947 року в Новому Ульмі (Німеччина). Присвячена долі представників української інтелігенції, що опинилися на Соловецькій каторзі. Написана за особистими спогадами С. О. Підгайного, який був на засланні на Соловках у період з 1933 по 1941 роки.
Книжка не втратила свого інформативного значення навіть після розсекречення карних справ соловчан. Нині книжка і карні справи згадуваних у ній каторжан взаємодоповнюють одне одного.

## Зміст
I. Уваги до загальної характеристики каторги.
Виділяє чотири доби в історії соловецької каторги
1922 — 1927 рр. — період НЕПу
1927 — 1932 рр. — період першої п'ятирічки
1932 — 1937 рр. — друга п'ятирічка
1937 — 1938 рр. — період «єжовщини»
II. Соловецькі портрети
1. Ті, чиї імена не значаться в історії
2. Державні і партійні діячі совєцької України
3. Українські науковці і мистці

## Персоналії, про яких розповідає С.Підгайний
С. Підгайний дає короткі розповіді про перебування на Соловках 43 осіб. З більшістю з них він був особисто знайомий на Соловках. З де-ким з тих, про кого розповідає С. Підгайний, він не бачився на Соловках, або бачився лише один раз. Наприклад, академіка Слабченка він уперше побачив лише 1936 року, коли той виїжджав із Соловків. Гермайзе він також не бачив на Соловках, бо той сидів у ізоляторі, Павлушкова не бачив. А ось з професором Янатою три місяці лежав на одних нарах.

### 1. Ті, чиї імена не значаться в історії
1. Геннадій Садовський — поет–аматор
2. Степан Запорований — агроном
3. Володимир Бенедик — народний учитель, за його власними переказами стояв на чолі величезного селянського повстання 1930 року, яке від Кам'янця-Подільського поширилося до Вінниці й Києва
4. Олександер Березовський — член підпільної антибільшовицької організації «Народна воля»
5. Іван Козлов — росіянин, створив велику підпільну селянську організацію, що охоплювала кілька районів на Полтавщині і Сумщині і почав повстання під час голодомору
6. Василько Отченаш
7. Олександер Навроцький — агроном, головний агроном «Союзсахара» (колишнього «Укрцукру»)
8. Іван Бойко — агроном

### 2. Державні і партійні діячі совєцької України
1. Микола Любченко
2. Олександр Шумський — ініціатор створення УКП
3. Петро Солодуб — уповноважений наркомату закордонних справ
4. Михайло Полоз — колишній нарком фінансів УССР
5. Іван Петренко — уповноважений наркомату закордонних справ в Україні.
6. Юрій Самбурський — представник українського радянського уряду в Москві. С. Підгайний приписує йому такі слова: «Я знаю, — казав він, — що майбутні покоління судитимуть, і може й проклянуть нас, українських комуністів. Але те, що, навіть за тяжких умов, в які ми і наш народ потрапили,— ми чи наші проводирі вже на сьогодні, з погляду національно державного, зробили для нашої нації, є більше, ніж зроблено за всі минулі 200 років».
7. Миколенко — один з керівників у Головному управлінні науковими установами, згодом директор Київської Всенародної бібліотеки
8. Роман Заклинський — директор Київського історичного музею імені Шевченка

### 3. Українські науковці і мистці
1. Євген Шабльовський — керівник Науково-Дослідного Інституту української мови при Академії наук
2. Академік Матвій Яворський — офіційний партійний історик України, «марксист» (в лапках у тексті у С. Підгайного). За свідченнями С. Підгайного на Соловках змінив свої політичні погляди
3. Академік Степан Рудницький — український географ. Очолював Науково–дослідний інститут географії
4. Василь Баб'як — доцент Харківського університету
5. Академік Михайло Слабченко — історик–економіст, автор 4-томної «Історії Господарства України від Хмельниччини до світової війни».
6. Йосип Гермайзе — історик
7. Микола Павлушков
8. Михайло Новицький — шевченкознавець
9. Федір Пущенко — професор іноземних мов
10. Іван Шаля — професор української мови в Краснодарському педагогічному інституті
11. Василь Левицький — науковий співробітник Інституту історії української культури в Харкові
12. Петро Гребінник — доцент української літератури Краснодарського Педагогічного інституту
13. Ананій Лебідь
14. Професор Яната — ботанік
15. Микола Нарушевич — керівник історико-побутового відділу вінницького музею, автор книжки про Вінницю
16. Микола Зеров — поет, професор, перекладач римських поетів
17. Павло Филипович — професор–літературознавець
18. Євген Плужник — письменник
19. Лесь Курбас — режисер театру
20. Микола Куліш — драматург
21. Олекса Слісаренко — поет і прозаїк
22. Клим Полішук
23. Ґео Шкурупій — поет
24. Марко Вороний — журналіст, син Миколи Вороного
25. Григорій Епік — письменник
26. Мирослав Ірчан — письменник
27. Антін Крушельницький — письменник

Згадує також В. Штангея, Гро Вакара, В. Мисика, М. Семенка, В. Бобинського, Г. Коляду, В. Вражливого, професорів В. Чехівського, А. Барбара, В. Удовенка, П. Христюка. Але не розповідає про них бо йому «не довелося мати з ними справи».

## Фабула книги
- «Видання

## Виноски
1. ↑  Гриць Гайовий. Жах Соловецького потойбіччя, або Убивчі свідчення «недостріляного» українського інтелігента. Архів оригіналу за 18 січня 2012. Процитовано 6 січня 2011.
2. ↑  Наталка Поклад. «Про Соловки — по–шекспірівськи. В Україні вперше видано концтабірну публіцистику майже забутого сподвижника Івана Багряного — Семена Підгайного»